# Torneo Bicentenario 2010 (México)
El Torneo Bicentenario 2010 fue la LXXXIII edición del campeonato de liga de la Primera División del fútbol mexicano; se trató del 28º torneo corto, luego del cambio en el formato de competencia, con el que se cerró la temporada 2009-10.
Recibió este nombre en conmemoración de los festejos del Bicentenario de la Independencia de México. También fue el primer torneo del decenio de los años 2010. 
Toluca logró su décimo título de Liga tras vencer por 4-3 en penales a Santos Laguna. 
En el torneo de clausura, Indios de Ciudad Juárez descendió a la Liga de Ascenso.

## Sistema de competición
Básicamente el sistema de calificación de este torneo será el mismo del Torneo Apertura 2009; se desarrollará en dos fases:
- Fase de calificación: Que se integra por las 17 jornadas del torneo.
- Fase final: Que se integra por los partidos de ida y vuelta, de cuartos de final, semifinal y final.

### Fase de calificación
En la fase de calificación participan los 18 clubes de la primera división profesional jugando todos contra todos durante las 17 jornadas respectivas, a un solo partido (pagando la visita los equipos que durante el Torneo Apertura 2009 fueron locales). Se observará el sistema de puntos. La ubicación en la tabla general y en la tabla grupos está sujeta a lo siguiente:
- Por juego ganado se obtendrán tres puntos.
- Por juego empatado se obtendrá un punto.
- Por juego perdido no se otorgan puntos.

El orden de los clubes al final de la Fase de Calificación del torneo corresponderá a la suma de los puntos obtenidos por cada uno de ellos y se presentará en forma descendente. Si al finalizar las 17 jornadas del torneo, dos o más clubes estuviesen empatados en puntos, su posición en la Tabla General será determinada atendiendo a los siguientes criterios de desempate:
1. Mejor diferencia entre los goles anotados y recibidos.
2. Mayor número de goles anotados.
3. Marcadores particulares entre los clubes empatados.
4. Mayor número de goles anotados como visitante.
5. Sorteo.

Participan por el título de Campeón de la Primera División Profesional en el Torneo Bicentenario 2010, automáticamente los clubes que hayan obtenido el primero y segundo lugar de su respectivo grupo, así como los dos clubes mejor clasificados al término de la jornada 17 en la Tabla General, excluyendo a los seis clubes ya clasificados como primero y segundo lugar de su grupo.

### Fase final
Los ocho clubes calificados para la fase final del Torneo serán reubicados de acuerdo con el lugar que ocupen en la Tabla General al término de la jornada 17, correspondiéndole el puesto número uno al club mejor clasificado, y así sucesivamente hasta el número ocho. Los partidos correspondientes a la Fase Final se desarrollarán a visita recíproca y los equipos mejor ubicados serán quienes reciban el partido de vuelta, en las siguientes etapas:
- Cuartos de final.
- Semifinales.
- Final.

En esta fase, en caso de empate en el marcador global (resultado del partido de ida y del partido de vuelta) el equipo mejor ubicado en la Tabla General de la Fase de Calificación será el que avance a la siguiente Fase.
En la final, en caso de empate en el marcador global, se añadirán dos periodos de 15 minutos y, en caso de mantenerse la igualada, se procederá a los tiros penales.

## Equipos por Entidad Federativa
| Indios Santos Pachuca Monterrey Tigres Morelia Atlas Guadalajara Estudiantes San Luis Querétaro Puebla Toluca América Cruz Azul UNAM Jaguares Atlante | \| Entidad Federativa \| N.º \| Equipos \| \| ------------------ \| --- \| -------------------------------- \| \| Distrito Federal \| 3 \| América, Cruz Azul y UNAM \| \| Jalisco \| 3 \| Atlas, Estudiantes y Guadalajara \| \| Nuevo León \| 2 \| Monterrey y Tigres \| \| Chihuahua \| 1 \| Indios \| \| Coahuila \| 1 \| Santos \| \| San Luis Potosí \| 1 \| San Luis \| \| Querétaro \| 1 \| Querétaro \| \| Hidalgo \| 1 \| Pachuca \| \| Estado de México \| 1 \| Toluca \| \| Michoacán \| 1 \| Morelia \| \| Puebla \| 1 \| Puebla \| \| Chiapas \| 1 \| Jaguares \| \| Quintana Roo \| 1 \| Atlante \| |                                  |
| Entidad Federativa | N.º | Equipos                          |
| Distrito Federal | 3 | América, Cruz Azul y UNAM        |
| Jalisco | 3 | Atlas, Estudiantes y Guadalajara |
| Nuevo León | 2 | Monterrey y Tigres               |
| Chihuahua | 1 | Indios                           |
| Coahuila | 1 | Santos                           |
| San Luis Potosí | 1 | San Luis                         |
| Querétaro | 1 | Querétaro                        |
| Hidalgo | 1 | Pachuca                          |
| Estado de México | 1 | Toluca                           |
| Michoacán | 1 | Morelia                          |
| Puebla | 1 | Puebla                           |
| Chiapas | 1 | Jaguares                         |
| Quintana Roo | 1 | Atlante                          |

## Información de los equipos
| Equipo                  | Ciudad                           | Entrenador              | Kit      | Patrocinios                                                  |
| ----------------------- | -------------------------------- | ----------------------- | -------- | ------------------------------------------------------------ |
| América                 | México, D. F.                    | Jesús Ramírez           | Nike     | Bimbo, Powerade, Cerveza Corona                              |
| Atlante                 | Cancún, Quintana Roo             | José Guadalupe Cruz     | Atletica | Cancún, Riviera Maya, ADO, Cerveza Corona                    |
| Atlas                   | Guadalajara, Jalisco             | Carlos Ischia           | Atletica | Coca-Cola, Cerveza Corona                                    |
| Cruz Azul               | México, D. F.                    | Enrique Meza            | Umbro    | Cemento Cruz Azul, Coca-Cola, Telcel                         |
| Jaguares                | Tuxtla Gutiérrez, Chiapas        | Luis Fernando Tena      | Atletica | Banco Azteca, Chiapas Gob., OCC, Farmacias del Ahorro        |
| Guadalajara             | Guadalajara, Jalisco             | José Luis Real          | Reebok   | Bimbo, Toyota                                                |
| Indios de Ciudad Juárez | Chihuahua, Ciudad Juárez         | José Treviño            | Joma     | S-Mart, Coca-Cola, Cerveza Tecate                            |
| Monterrey               | Monterrey, Nuevo León            | Víctor Manuel Vucetich  | Nike     | Bimbo, Javer, Cerveza Carta Blanca                           |
| Morelia                 | Morelia, Michoacán               | Tomás Boy               | Atletica | Roshfrans, Cerveza Sol, Elektra, Banco Azteca                |
| Pachuca                 | Pachuca, Hidalgo                 | Guillermo Rivarola      | Nike     | Gamesa, ADO, Office Depot, Martí                             |
| Puebla                  | Puebla, Puebla                   | José Luis Sánchez Solá  | Atletica | Volkswagen, Cerveza Corona, Banco Azteca                     |
| Querétaro               | Querétaro                        | Carlos Reinoso          | Pirma    | Kellogg's, Grupo ACIR, Coca-Cola, Cerveza Sol, Caja Libertad |
| San Luis                | San Luis Potosí, San Luis Potosí | Ignacio Ambriz          | Voit     | Caja Popular Mexicana, Cerveza Corona, Clorets               |
| Santos                  | Torreón, Coahuila                | Rubén Omar Romano       | Atletica | Soriana, Coca-Cola, Cerveza Corona                           |
| Tecos UAG               | Zapopan, Jalisco                 | Miguel Herrera          | Pirma    | Riviera Maya, Aeroméxico                                     |
| Tigres UANL             | Monterrey, Nuevo León            | Daniel Guzmán           | Adidas   | Cemex, Cerveza Carta Blanca                                  |
| Toluca                  | Toluca, Estado de México         | José Manuel de la Torre | Atletica | Banamex, Cerveza Corona                                      |
| Pumas UNAM              | México, D. F.                    | Ricardo Ferretti        | Lotto    | Banamex, Martí                                               |

### Cambios de entrenadores
| Equipo                  | Entrenador (jornadas)                            |
| ----------------------- | ------------------------------------------------ |
| Jaguares de Chiapas     | Luis Fernando Tena (1 - 5) Pablo Marini (6 - 17) |
| Indios de Ciudad Juárez | José Treviño (1 - 8) Gabino Amparán (9 - 17)     |

## Estadios
| |                                                                                      |                                                                                          |
| |                                                                                      |                                                                                          |
| Estadio Azteca Ciudad: Ciudad de México Capacidad: 105.064 Club: América                             | Estadio Olímpico Universitario Ciudad: Ciudad de México Capacidad: 63.186 Club: UNAM | Estadio Jalisco Ciudad: Guadalajara Capacidad: 56.713 Club: Atlas y Guadalajara          |
| |                                                                                      |                                                                                          |
| Estadio Cuauhtémoc Ciudad: Puebla Capacidad: 42.648 Club: Puebla                                     | Estadio Universitario Ciudad: Monterrey Capacidad: 42.000 Club: Tigres               | Estadio Morelos Ciudad: Morelia Capacidad: 41.056 Club: Monarcas Morelia                 |
| |                                                                                      |                                                                                          |
| Estadio Corregidora Ciudad: Querétaro Capacidad: 38.575 Club: Querétaro                              | Estadio Tecnológico Ciudad: Monterrey Capacidad: 36.485 Club: Monterrey              | Estadio Azul Ciudad: Ciudad de México Capacidad: 35.161 Club: Cruz Azul                  |
| |                                                                                      |                                                                                          |
| Estadio Víctor Manuel Reyna Ciudad: Tuxtla Gutiérrez Capacidad: 30.222 Club: Jaguares                | Estadio Corona (TSM) Ciudad: Torreón Capacidad: 30.000 Club: Santos                  | Estadio Nemesio Díez Ciudad: Toluca Capacidad: 27,000 Club: Toluca                       |
| |                                                                                      |                                                                                          |
| Estadio Tres de Marzo Ciudad: Guadalajara Capacidad: 25.000 Club: Estudiantes                        | Estadio Hidalgo Ciudad: Pachuca Capacidad: 25,000 Club: Pachuca                      | Estadio Alfonso Lastras Ramírez Ciudad: San Luis Potosí Capacidad: 24.000 Club: San Luis |
| |                                                                                      |                                                                                          |
| Estadio Olímpico Benito Juárez Ciudad: Ciudad Juárez Capacidad: 23.500 Club: Indios de Ciudad Jùarez | Estadio Olímpico Andrés Quintana Roo Ciudad: Cancún Capacidad: 20,000 Club: Atlante  |                                                                                          |

## Tabla general
| Pos. | Equipo      | Pts. | PJ | G  | E | P  | GF | GC | Dif. | Clasificación                   |
| ---- | ----------- | ---- | -- | -- | - | -- | -- | -- | ---- | ------------------------------- |
| 1    | Monterrey   | 36   | 17 | 10 | 6 | 1  | 30 | 15 | +15  | Cuartos de final de la liguilla |
| 2    | Guadalajara | 32   | 17 | 10 | 2 | 5  | 28 | 21 | +7   | Cuartos de final de la liguilla |
| 3    | Toluca (C)  | 30   | 17 | 8  | 6 | 3  | 27 | 15 | +12  | Cuartos de final de la liguilla |
| 4    | UNAM        | 28   | 17 | 7  | 7 | 3  | 20 | 10 | +10  | Cuartos de final de la liguilla |
| 5    | Santos      | 28   | 17 | 8  | 4 | 5  | 27 | 25 | +2   | Cuartos de final de la liguilla |
| 6    | América     | 25   | 17 | 7  | 4 | 6  | 29 | 20 | +9   | Cuartos de final de la liguilla |
| 7    | Morelia     | 25   | 17 | 7  | 4 | 6  | 22 | 13 | +9   | Cuartos de final de la liguilla |
| 8    | Pachuca     | 25   | 17 | 7  | 4 | 6  | 27 | 26 | +1   | Cuartos de final de la liguilla |
| 9    | Cruz Azul   | 25   | 17 | 7  | 4 | 6  | 20 | 20 | 0    |                                 |
| 10   | Atlas       | 24   | 17 | 7  | 3 | 7  | 26 | 23 | +3   |                                 |
| 11   | Querétaro   | 21   | 17 | 6  | 3 | 8  | 13 | 25 | −12  |                                 |
| 12   | Chiapas     | 19   | 17 | 4  | 7 | 6  | 22 | 24 | −2   |                                 |
| 13   | Puebla      | 19   | 17 | 5  | 4 | 8  | 28 | 31 | −3   |                                 |
| 14   | Estudiantes | 19   | 17 | 5  | 4 | 8  | 26 | 32 | −6   |                                 |
| 15   | Tigres      | 19   | 17 | 5  | 4 | 8  | 19 | 26 | −7   |                                 |
| 16   | Atlante     | 16   | 17 | 4  | 4 | 9  | 21 | 29 | −8   |                                 |
| 17   | Indios (D)  | 15   | 17 | 4  | 3 | 10 | 10 | 29 | −19  | Descenso de categoría           |
| 18   | San Luis    | 14   | 17 | 3  | 5 | 9  | 18 | 29 | −11  |                                 |

 Fuente: Futmex

### Grupos

#### Grupo 1
| Pos. | Equipo      | Pts. | PJ | G  | E | P  | GF | GC | Dif. | Clasificación                   |
| ---- | ----------- | ---- | -- | -- | - | -- | -- | -- | ---- | ------------------------------- |
| 1    | Guadalajara | 32   | 17 | 10 | 2 | 5  | 28 | 21 | +7   | Cuartos de final de la liguilla |
| 2    | Toluca (C)  | 30   | 17 | 8  | 6 | 3  | 27 | 15 | +12  | Cuartos de final de la liguilla |
| 3    | Atlas       | 24   | 17 | 7  | 3 | 7  | 26 | 23 | +3   |                                 |
| 4    | Querétaro   | 21   | 17 | 6  | 3 | 8  | 13 | 25 | −12  |                                 |
| 5    | Indios (D)  | 15   | 17 | 4  | 3 | 10 | 10 | 29 | −19  | Descenso de categoría           |
| 6    | San Luis    | 14   | 17 | 3  | 5 | 9  | 18 | 29 | −11  |                                 |

 Fuente: Futmex

#### Grupo 2
| Pos. | Equipo    | Pts. | PJ | G  | E | P | GF | GC | Dif. | Clasificación                   |
| ---- | --------- | ---- | -- | -- | - | - | -- | -- | ---- | ------------------------------- |
| 1    | Monterrey | 36   | 17 | 10 | 6 | 1 | 30 | 15 | +15  | Cuartos de final de la liguilla |
| 2    | América   | 25   | 17 | 7  | 4 | 6 | 29 | 20 | +9   | Cuartos de final de la liguilla |
| 3    | Morelia   | 25   | 17 | 7  | 4 | 6 | 22 | 13 | +9   | Cuartos de final de la liguilla |
| 4    | Pachuca   | 25   | 17 | 7  | 4 | 6 | 27 | 26 | +1   | Cuartos de final de la liguilla |
| 5    | Chiapas   | 19   | 17 | 4  | 7 | 6 | 22 | 24 | −2   |                                 |
| 6    | Puebla    | 19   | 17 | 5  | 4 | 8 | 28 | 31 | −3   |                                 |

 Fuente: Futmex

#### Grupo 3
| Pos. | Equipo      | Pts. | PJ | G | E | P | GF | GC | Dif. | Clasificación                   |
| ---- | ----------- | ---- | -- | - | - | - | -- | -- | ---- | ------------------------------- |
| 1    | UNAM        | 28   | 17 | 7 | 7 | 3 | 20 | 10 | +10  | Cuartos de final de la liguilla |
| 2    | Santos      | 28   | 17 | 8 | 4 | 5 | 27 | 25 | +2   | Cuartos de final de la liguilla |
| 3    | Cruz Azul   | 25   | 17 | 7 | 4 | 6 | 20 | 20 | 0    |                                 |
| 4    | Estudiantes | 19   | 17 | 5 | 4 | 8 | 26 | 32 | −6   |                                 |
| 5    | Tigres      | 19   | 17 | 5 | 4 | 8 | 19 | 26 | −7   |                                 |
| 6    | Atlante     | 16   | 17 | 4 | 4 | 9 | 21 | 29 | −8   |                                 |

 Fuente: Futmex

## Tabla de goleo individual
| Jugador | Jugador          | Club        | Goles |
| ------- | ---------------- | ----------- | ----- |
| 1       | Javier Hernández | Guadalajara | 10    |
| 1       | Johan Fano       | Atlante     | 10    |
| 1       | Hérculez Gómez   | Puebla      | 10    |
| 4       | Jackson Martínez | Jaguares    | 9     |
| 5       | Héctor Mancilla  | Toluca      | 8     |

## Tabla de descenso
| Resultados desde 2010-1-16 | Resultados desde 2010-1-16 | Resultados desde 2010-1-16 | Resultados desde 2010-1-16 | Resultados desde 2010-1-16 | Resultados desde 2010-1-16 | Resultados desde 2010-1-16 | Resultados desde 2010-1-16 | Resultados desde 2010-1-16 | Resultados desde 2010-1-16 |
| Equipo                     | Equipo                     | C-2008                     | A-2008                     | C-2009                     | A-2009                     | B-2010                     | Total                      | JJ                         | Cociente                   |
| -------------------------- | -------------------------- | -------------------------- | -------------------------- | -------------------------- | -------------------------- | -------------------------- | -------------------------- | -------------------------- | -------------------------- |
| 15                         | Atlas                      | 23                         | 22                         | 21                         | 18                         | 24                         | 120                        | 102                        | 1.1765                     |
| 16                         | Querétaro                  | 0                          | 0                          | 0                          | 18                         | 21                         | 39                         | 34                         | 1.1471                     |
| 17                         | Tigres                     | 19                         | 26                         | 14                         | 22                         | 19                         | 116                        | 102                        | 1.1373                     |
| 18                         | Indios                     | 0                          | 19                         | 23                         | 6                          | 15                         | 63                         | 68                         | 0.9265                     |

 Nota: Indios de Ciudad Juárez desciende a la Liga de Ascenso para el siguiente torneo. 

## Torneo regular
- CLos horarios son correspondientes al Tiempo del Centro de México (UTC-6 y UTC-5 en horario de verano). Excepto en el caso del Club Indios que corresponden al Tiempo de la Montaña de México (UTC-7 y UTC-6 en horario de verano).[1]

| Jornada 1     | Jornada 1 | Jornada 1   | Jornada 1                    | Jornada 1   | Jornada 1 | Jornada 1 |
| Local         | Resultado | Visitante   | Estadio                      | Fecha       | Hora      |           |
| ------------- | --------- | ----------- | ---------------------------- | ----------- | --------- | --------- |
| Chiapas       | 0 - 1     | Cruz Azul   | Víctor Manuel Reyna          | 16 de enero | 17:00     |           |
| Monterrey     | 4 - 0     | Indios      | Tecnológico                  | 16 de enero | 17:00     |           |
| Pachuca       | 3 - 0     | Estudiantes | Hidalgo                      | 16 de enero | 19:00     |           |
| Atlante       | 0 - 0     | Querétaro   | Olímpico Andrés Quintana Roo | 16 de enero | 19:00     |           |
| Guadalajara   | 3 - 1     | Toluca      | Jalisco                      | 16 de enero | 19:00     |           |
| UNAM          | 2 - 0     | Atlas       | Olímpico Universitario       | 17 de enero | 12:00     |           |
| Puebla        | 0 - 1     | Tigres      | Cuauhtémoc                   | 17 de enero | 12:00     |           |
| Santos Laguna | 3 - 2     | Morelia     | Corona TSM                   | 17 de enero | 16:00     |           |
| América       | 5 - 1     | San Luis    | Azteca                       | 17 de enero | 16:00     |           |

| Jornada 2   | Jornada 2 | Jornada 2     | Jornada 2                    | Jornada 2   | Jornada 2 | Jornada 2 |
| Local       | Resultado | Visitante     | Estadio                      | Fecha       | Hora      |           |
| ----------- | --------- | ------------- | ---------------------------- | ----------- | --------- | --------- |
| Estudiantes | 2 - 3     | Puebla        | Tres de Marzo                | 22 de enero | 20:00     |           |
| Querétaro   | 1 - 0     | Pachuca       | Corregidora                  | 23 de enero | 17:00     |           |
| Cruz Azul   | 0 - 0     | UNAM          | Azul                         | 23 de enero | 17:00     |           |
| Atlante     | 2 - 3     | San Luis      | Olímpico Andrés Quintana Roo | 23 de enero | 19:00     |           |
| Tigres      | 1 - 3     | Guadalajara   | Universitario                | 23 de enero | 19:00     |           |
| Morelia     | 2 - 0     | América       | Morelos                      | 23 de enero | 19:00     |           |
| Atlas       | 3 - 0     | Monterrey     | Jalisco                      | 23 de enero | 21:00     |           |
| Toluca      | 1 - 1     | Chiapas       | Nemesio Díez                 | 24 de enero | 12:00     |           |
| Indios      | 0 - 0     | Santos Laguna | Olímpico Benito Juárez       | 24 de enero | 13:00     |           |

| Jornada 3     | Jornada 3 | Jornada 3   | Jornada 3               | Jornada 3   | Jornada 3 | Jornada 3 |
| Local         | Resultado | Visitante   | Estadio                 | Fecha       | Hora      |           |
| ------------- | --------- | ----------- | ----------------------- | ----------- | --------- | --------- |
| Chiapas       | 2 - 2     | Tigres      | Víctor Manuel Reyna     | 30 de enero | 17:00     |           |
| Monterrey     | 2 - 0     | Cruz Azul   | Tecnológico             | 30 de enero | 17:00     |           |
| Pachuca       | 5 - 1     | Atlante     | Hidalgo                 | 30 de enero | 19:00     |           |
| Guadalajara   | 3 - 2     | Estudiantes | Jalisco                 | 30 de enero | 19:00     |           |
| San Luis      | 0 - 2     | Morelia     | Alfonso Lastras Ramírez | 30 de enero | 20:45     |           |
| UNAM          | 0 - 0     | Toluca      | Olímpico Universitario  | 31 de enero | 12:00     |           |
| Puebla        | 1 - 2     | Querétaro   | Cuauhtémoc              | 31 de enero | 12:00     |           |
| Santos Laguna | 1 - 2     | Atlas       | Corona TSM              | 31 de enero | 16:00     |           |
| América       | 1 - 0     | Indios      | Azteca                  | 31 de enero | 16:30     |           |

| Jornada 4   | Jornada 4 | Jornada 4     | Jornada 4                    | Jornada 4    | Jornada 4 | Jornada 4 |
| Local       | Resultado | Visitante     | Estadio                      | Fecha        | Hora      |           |
| ----------- | --------- | ------------- | ---------------------------- | ------------ | --------- | --------- |
| Querétaro   | 0 - 2     | Guadalajara   | Corregidora                  | 5 de febrero | 20:30     |           |
| Cruz Azul   | 0 - 2     | Santos Laguna | Azul                         | 6 de febrero | 17:00     |           |
| Atlante     | 1 - 1     | Puebla        | Olímpico Andrés Quintana Roo | 6 de febrero | 19:00     |           |
| Tigres      | 2 - 2     | UNAM          | Universitario                | 6 de febrero | 19:00     |           |
| Pachuca     | 2 - 0     | San Luis      | Hidalgo                      | 6 de febrero | 19:00     |           |
| Atlas       | 1 - 0     | América       | Jalisco                      | 6 de febrero | 20:45     |           |
| Toluca      | 1 - 1     | Monterrey     | Nemesio Díez                 | 7 de febrero | 12:00     |           |
| Indios      | 0 - 1     | Morelia       | Olímpico Benito Juárez       | 7 de febrero | 13:00     |           |
| Estudiantes | 3 - 0     | Chiapas       | Tres de Marzo                | 7 de febrero | 16:00     |           |

| Jornada 5     | Jornada 5 | Jornada 5   | Jornada 5               | Jornada 5     | Jornada 5 | Jornada 5 |
| Local         | Resultado | Visitante   | Estadio                 | Fecha         | Hora      |           |
| ------------- | --------- | ----------- | ----------------------- | ------------- | --------- | --------- |
| Santos Laguna | 1 - 0     | Toluca      | Corona TSM              | 13 de febrero | 17:00     |           |
| Chiapas       | 0 - 1     | Querétaro   | Víctor Manuel Reyna     | 13 de febrero | 17:00     |           |
| Morelia       | 3 - 0     | Atlas       | Morelos                 | 13 de febrero | 19:00     |           |
| Guadalajara   | 2 - 0     | Atlante     | Jalisco                 | 13 de febrero | 19:00     |           |
| San Luis      | 1 - 1     | Indios      | Alfonso Lastras Ramírez | 13 de febrero | 20:45     |           |
| UNAM          | 1 - 1     | Estudiantes | Olímpico Universitario  | 14 de febrero | 12:00     |           |
| Puebla        | 3 - 5     | Pachuca     | Cuauhtémoc              | 14 de febrero | 12:00     |           |
| América       | 2 - 0     | Cruz Azul   | Azteca                  | 14 de febrero | 16:30     |           |
| Monterrey     | 2 - 1     | Tigres      | Tecnológico             | 14 de febrero | 18:30     |           |

| Jornada 6   | Jornada 6 | Jornada 6     | Jornada 6                    | Jornada 6     | Jornada 6 | Jornada 6 |
| Local       | Resultado | Visitante     | Estadio                      | Fecha         | Hora      |           |
| ----------- | --------- | ------------- | ---------------------------- | ------------- | --------- | --------- |
| Pachuca     | 0 - 1     | Guadalajara   | Hidalgo                      | 17 de febrero | 20:00     |           |
| Estudiantes | 3 - 4     | Monterrey     | Tres de Marzo                | 17 de febrero | 20:00     |           |
| Atlante     | 2 - 0     | Chiapas       | Olímpico Andrés Quintana Roo | 17 de febrero | 20:00     |           |
| Cruz Azul   | 1 - 0     | Morelia       | Azul                         | 17 de febrero | 20:00     |           |
| Querétaro   | 3 - 2     | UNAM          | Corregidora                  | 17 de febrero | 20:30     |           |
| Puebla      | 1 - 0     | San Luis      | Cuauhtémoc                   | 17 de febrero | 20:30     |           |
| Atlas       | 7 - 1     | Indios        | Jalisco                      | 17 de febrero | 20:45     |           |
| Toluca      | 3 - 1     | América       | Nemesio Díez                 | 17 de febrero | 21:00     |           |
| Tigres      | 1 - 2     | Santos Laguna | Universitario                | 18 de febrero | 20:45     |           |

| Jornada 7     | Jornada 7 | Jornada 7   | Jornada 7               | Jornada 7     | Jornada 7 | Jornada 7 |
| Local         | Resultado | Visitante   | Estadio                 | Fecha         | Hora      |           |
| ------------- | --------- | ----------- | ----------------------- | ------------- | --------- | --------- |
| Monterrey     | 3 - 0     | Querétaro   | Tecnológico             | 20 de febrero | 17:00     |           |
| Chiapas       | 2 - 2     | Pachuca     | Víctor Manuel Reyna     | 20 de febrero | 17:00     |           |
| Morelia       | 0 - 0     | Toluca      | Morelos                 | 20 de febrero | 19:00     |           |
| Guadalajara   | 3 - 2     | Puebla      | Jalisco                 | 20 de febrero | 19:00     |           |
| San Luis      | 3 - 1     | Atlas       | Alfonso Lastras Ramírez | 20 de febrero | 20:45     |           |
| UNAM          | 1 - 0     | Atlante     | Olímpico Universitario  | 21 de febrero | 12:00     |           |
| Indios        | 0 - 0     | Cruz Azul   | Olímpico Benito Juárez  | 21 de febrero | 13:00     |           |
| Santos Laguna | 3 - 3     | Estudiantes | Corona TSM              | 21 de febrero | 16:00     |           |
| América       | 2 - 2     | Tigres      | Azteca                  | 21 de febrero | 16:30     |           |

| Jornada 8   | Jornada 8 | Jornada 8     | Jornada 8                    | Jornada 8     | Jornada 8 | Jornada 8 |
| Local       | Resultado | Visitante     | Estadio                      | Fecha         | Hora      |           |
| ----------- | --------- | ------------- | ---------------------------- | ------------- | --------- | --------- |
| Cruz Azul   | 3 - 1     | Atlas         | Azul                         | 27 de febrero | 17:00     |           |
| Querétaro   | 1 - 1     | Santos Laguna | Corregidora                  | 27 de febrero | 17:00     |           |
| Tigres      | 0 - 3     | Morelia       | Universitario                | 27 de febrero | 19:00     |           |
| Pachuca     | 0 - 3     | UNAM          | Hidalgo                      | 27 de febrero | 19:00     |           |
| Guadalajara | 2 - 0     | San Luis      | Jalisco                      | 27 de febrero | 19:00     |           |
| Atlante     | 0 - 1     | Monterrey     | Olímpico Andrés Quintana Roo | 27 de febrero | 19:00     |           |
| Toluca      | 3 - 0     | Indios        | Nemesio Díez                 | 28 de febrero | 12:00     |           |
| Puebla      | 3 - 3     | Chiapas       | Cuauhtémoc                   | 28 de febrero | 12:00     |           |
| Estudiantes | 1 - 2     | América       | Jalisco                      | 28 de febrero | 17:00     |           |

| Jornada 9     | Jornada 9 | Jornada 9   | Jornada 9               | Jornada 9  | Jornada 9 | Jornada 9 |
| Local         | Resultado | Visitante   | Estadio                 | Fecha      | Hora      |           |
| ------------- | --------- | ----------- | ----------------------- | ---------- | --------- | --------- |
| Chiapas       | 4 - 0     | Guadalajara | Víctor Manuel Reyna     | 6 de marzo | 17:00     |           |
| Monterrey     | 3 - 0     | Pachuca     | Tecnológico             | 6 de marzo | 17:00     |           |
| Morelia       | 2 - 0     | Estudiantes | Morelos                 | 6 de marzo | 19:00     |           |
| San Luis      | 1 - 2     | Cruz Azul   | Alfonso Lastras Ramírez | 6 de marzo | 19:00     |           |
| Atlas         | 1 - 1     | Toluca      | Jalisco                 | 6 de marzo | 20:45     |           |
| UNAM          | 4 - 1     | Puebla      | Olímpico Universitario  | 7 de marzo | 12:00     |           |
| Indios        | 0 - 1     | Tigres      | Olímpico Benito Juárez  | 7 de marzo | 13:00     |           |
| Santos Laguna | 4 - 2     | Atlante     | Corona TSM              | 7 de marzo | 16:00     |           |
| América       | 6 - 0     | Querétaro   | Azteca                  | 7 de marzo | 16:30     |           |

| Jornada 10  | Jornada 10 | Jornada 10    | Jornada 10                   | Jornada 10  | Jornada 10 | Jornada 10 |
| Local       | Resultado  | Visitante     | Estadio                      | Fecha       | Hora       |            |
| ----------- | ---------- | ------------- | ---------------------------- | ----------- | ---------- | ---------- |
| Estudiantes | 4 - 1      | Indios        | Tres de Marzo                | 12 de marzo | 20:00      |            |
| Querétaro   | 1 - 1      | Morelia       | Corregidora                  | 13 de marzo | 17:00      |            |
| Chiapas     | 1 - 1      | San Luis      | Víctor Manuel Reyna          | 13 de marzo | 17:00      |            |
| Pachuca     | 0 - 3      | Santos Laguna | Hidalgo                      | 13 de marzo | 19:00      |            |
| Tigres      | 0 - 1      | Atlas         | Universitario                | 13 de marzo | 19:00      |            |
| Atlante     | 2 - 2      | América       | Olímpico Andrés Quintana Roo | 13 de marzo | 19:00      |            |
| Guadalajara | 0 - 0      | UNAM          | Jalisco                      | 13 de marzo | 19:00      |            |
| Toluca      | 2 - 3      | Cruz Azul     | Nemesio Díez                 | 14 de marzo | 12:00      |            |
| Puebla      | 1 - 1      | Monterrey     | Cuauhtémoc                   | 14 de marzo | 16:00      |            |

| Jornada 11    | Jornada 11 | Jornada 11  | Jornada 11              | Jornada 11  | Jornada 11 | Jornada 11 |
| Local         | Resultado  | Visitante   | Estadio                 | Fecha       | Hora       |            |
| ------------- | ---------- | ----------- | ----------------------- | ----------- | ---------- | ---------- |
| Monterrey     | 2 - 1      | Guadalajara | Tecnológico             | 20 de marzo | 17:00      |            |
| Cruz Azul     | 4 - 0      | Tigres      | Azul                    | 20 de marzo | 17:00      |            |
| Morelia       | 0 - 1      | Atlante     | Morelos                 | 20 de marzo | 19:00      |            |
| San Luis      | 2 - 3      | Toluca      | Alfonso Lastras Ramírez | 20 de marzo | 19:00      |            |
| Atlas         | 0 - 1      | Estudiantes | Jalisco                 | 20 de marzo | 20:45      |            |
| UNAM          | 2 - 0      | Chiapas     | Olímpico Universitario  | 21 de marzo | 12:00      |            |
| Indios        | 1 - 0      | Querétaro   | Olímpico Benito Juárez  | 21 de marzo | 13:00      |            |
| Santos Laguna | 2 - 1      | Puebla      | Corona TSM              | 21 de marzo | 16:00      |            |
| América       | 2 - 2      | Pachuca     | Azteca                  | 21 de marzo | 16:30      |            |

| Jornada 12  | Jornada 12 | Jornada 12    | Jornada 12                   | Jornada 12  | Jornada 12 | Jornada 12 |
| Local       | Resultado  | Visitante     | Estadio                      | Fecha       | Hora       |            |
| ----------- | ---------- | ------------- | ---------------------------- | ----------- | ---------- | ---------- |
| Estudiantes | 2 - 1      | Cruz Azul     | Tres de Marzo                | 26 de marzo | 20:00      |            |
| Querétaro   | 2 - 1      | Atlas         | Corregidora                  | 27 de marzo | 17:00      |            |
| Chiapas     | 1 - 1      | Monterrey     | Víctor Manuel Reyna          | 27 de marzo | 17:00      |            |
| Pachuca     | 1 - 0      | Morelia       | Hidalgo                      | 27 de marzo | 19:00      |            |
| Tigres      | 0 - 1      | Toluca        | Universitario                | 27 de marzo | 19:00      |            |
| Atlante     | 3 - 0      | Indios        | Olímpico Andrés Quintana Roo | 27 de marzo | 19:00      |            |
| Guadalajara | 6 - 2      | Santos Laguna | Jalisco                      | 27 de marzo | 19:00      |            |
| UNAM        | 0 - 0      | San Luis      | Olímpico Universitario       | 28 de marzo | 12:00      |            |
| Puebla      | 2 - 1      | América       | Cuauhtémoc                   | 28 de marzo | 17:00      |            |

| Jornada 13    | Jornada 13 | Jornada 13  | Jornada 13              | Jornada 13 | Jornada 13 | Jornada 13 |
| Local         | Resultado  | Visitante   | Estadio                 | Fecha      | Hora       |            |
| ------------- | ---------- | ----------- | ----------------------- | ---------- | ---------- | ---------- |
| Indios        | 1 - 2      | Pachuca     | Olímpico Benito Juárez  | 3 de abril | 17:00      |            |
| Monterrey     | 1 - 0      | UNAM        | Tecnológico             | 3 de abril | 17:00      |            |
| Cruz Azul     | 1 - 0      | Querétaro   | Azul                    | 3 de abril | 17:00      |            |
| Morelia       | 1 - 1      | Puebla      | Morelos                 | 3 de abril | 19:00      |            |
| San Luis      | 0 - 3      | Tigres      | Alfonso Lastras Ramírez | 3 de abril | 19:00      |            |
| Atlas         | 3 - 3      | Atlante     | Jalisco                 | 3 de abril | 20:45      |            |
| Toluca        | 5 - 0      | Estudiantes | Nemesio Díez            | 4 de abril | 12:00      |            |
| Santos Laguna | 0 - 3      | Chiapas     | Corona TSM              | 4 de abril | 16:00      |            |
| Guadalajara   | 1 - 0      | América     | Jalisco                 | 4 de abril | 20:00      |            |

| Jornada 14  | Jornada 14 | Jornada 14    | Jornada 14                   | Jornada 14  | Jornada 14 | Jornada 14 |
| Local       | Resultado  | Visitante     | Estadio                      | Fecha       | Hora       |            |
| ----------- | ---------- | ------------- | ---------------------------- | ----------- | ---------- | ---------- |
| Estudiantes | 0 - 0      | Tigres        | Tres de Marzo                | 9 de abril  | 20:00      |            |
| Querétaro   | 0 - 1      | Toluca        | Corregidora                  | 10 de abril | 17:00      |            |
| Monterrey   | 1 - 1      | San Luis      | Tecnológico                  | 10 de abril | 17:00      |            |
| Chiapas     | 1 - 3      | América       | Víctor Manuel Reyna          | 10 de abril | 17:00      |            |
| Pachuca     | 0 - 2      | Atlas         | Hidalgo                      | 10 de abril | 19:00      |            |
| Atlante     | 1 - 0      | Cruz Azul     | Olímpico Andrés Quintana Roo | 10 de abril | 19:00      |            |
| Guadalajara | 0 - 3      | Morelia       | Jalisco                      | 10 de abril | 19:00      |            |
| UNAM        | 1 - 0      | Santos Laguna | Olímpico Universitario       | 11 de abril | 12:00      |            |
| Puebla      | 1 - 2      | Indios        | Cuauhtémoc                   | 11 de abril | 16:00      |            |

| Jornada 15    | Jornada 15 | Jornada 15  | Jornada 15              | Jornada 15  | Jornada 15 | Jornada 15 |
| Local         | Resultado  | Visitante   | Estadio                 | Fecha       | Hora       |            |
| ------------- | ---------- | ----------- | ----------------------- | ----------- | ---------- | ---------- |
| Tigres        | 2 - 1      | Querétaro   | Universitario           | 14 de abril | 19:00      |            |
| Atlas         | 0 - 2      | Puebla      | Jalisco                 | 14 de abril | 19:00      |            |
| Indios        | 1 - 0      | Guadalajara | Olímpico Benito Juárez  | 14 de abril | 19:00      |            |
| San Luis      | 1 - 1      | Estudiantes | Alfonso Lastras Ramírez | 14 de abril | 20:00      |            |
| Cruz Azul     | 2 - 2      | Pachuca     | Azul                    | 14 de abril | 20:00      |            |
| Toluca        | 2 - 0      | Atlante     | Nemesio Díez            | 14 de abril | 20:00      |            |
| Morelia       | 1 - 2      | Chiapas     | Morelos                 | 14 de abril | 20:30      |            |
| Santos Laguna | 1 - 1      | Monterrey   | Corona TSM              | 14 de abril | 21:00      |            |
| América       | 0 - 0      | UNAM        | Azteca                  | 14 de abril | 21:00      |            |

| Jornada 16    | Jornada 16 | Jornada 16  | Jornada 16                   | Jornada 16  | Jornada 16 | Jornada 16 |
| Local         | Resultado  | Visitante   | Estadio                      | Fecha       | Hora       |            |
| ------------- | ---------- | ----------- | ---------------------------- | ----------- | ---------- | ---------- |
| Chiapas       | 1 - 0      | Indios      | Víctor Manuel Reyna          | 17 de abril | 17:00      |            |
| Monterrey     | 2 - 1      | América     | Tecnológico                  | 17 de abril | 17:00      |            |
| Querétaro     | 1 - 0      | Estudiantes | Corregidora                  | 17 de abril | 17:00      |            |
| Pachuca       | 1 - 1      | Toluca      | Hidalgo                      | 17 de abril | 19:00      |            |
| Guadalajara   | 0 - 2      | Atlas       | Jalisco                      | 17 de abril | 19:00      |            |
| Atlante       | 1 - 2      | Tigres      | Olímpico Andrés Quintana Roo | 17 de abril | 19:00      |            |
| UNAM          | 2 - 0      | Morelia     | Olímpico Universitario       | 18 de abril | 12:00      |            |
| Puebla        | 4 - 1      | Cruz Azul   | Cuauhtémoc                   | 18 de abril | 12:00      |            |
| Santos Laguna | 2 - 1      | San Luis    | Corona TSM                   | 19 de abril | 19:00      |            |

| Jornada 17  | Jornada 17 | Jornada 17    | Jornada 17              | Jornada 17  | Jornada 17 | Jornada 17 |
| Local       | Resultado  | Visitante     | Estadio                 | Fecha       | Hora       |            |
| ----------- | ---------- | ------------- | ----------------------- | ----------- | ---------- | ---------- |
| Estudiantes | 3 - 2      | Atlante       | Tres de Marzo           | 23 de abril | 20:00      |            |
| Cruz Azul   | 1 - 1      | Guadalajara   | Azul                    | 24 de abril | 17:00      |            |
| Tigres      | 1 - 2      | Pachuca       | Universitario           | 24 de abril | 19:00      |            |
| Morelia     | 1 - 1      | Monterrey     | Morelos                 | 24 de abril | 19:00      |            |
| San Luis    | 3 - 0      | Querétaro     | Alfonso Lastras Ramírez | 24 de abril | 20:45      |            |
| Atlas       | 1 - 1      | Chiapas       | Jalisco                 | 24 de abril | 20:45      |            |
| Toluca      | 2 - 1      | Puebla        | Nemesio Díez            | 25 de abril | 12:00      |            |
| Indios      | 2 - 0      | UNAM          | Olímpico Benito Juárez  | 25 de abril | 13:00      |            |
| América     | 1 - 0      | Santos Laguna | Azteca                  | 25 de abril | 16:00      |            |

## Liguilla
|  | Cuartos de final                                           | Cuartos de final                                           | Cuartos de final                                           | Cuartos de final                                           | Cuartos de final                                           |   |       | Semifinales                                          | Semifinales                                          | Semifinales                                          | Semifinales                                          | Semifinales                                          |  |   | Final                                                | Final                                                | Final                                                | Final                                                | Final                                                |  |
|  | 1 y 2 de mayo de 2010 (ida) 8 y 9 de mayo de 2010 (vuelta) | 1 y 2 de mayo de 2010 (ida) 8 y 9 de mayo de 2010 (vuelta) | 1 y 2 de mayo de 2010 (ida) 8 y 9 de mayo de 2010 (vuelta) | 1 y 2 de mayo de 2010 (ida) 8 y 9 de mayo de 2010 (vuelta) | 1 y 2 de mayo de 2010 (ida) 8 y 9 de mayo de 2010 (vuelta) |   |       | 12 de mayo de 2010 (ida) 15 de mayo de 2010 (vuelta) | 12 de mayo de 2010 (ida) 15 de mayo de 2010 (vuelta) | 12 de mayo de 2010 (ida) 15 de mayo de 2010 (vuelta) | 12 de mayo de 2010 (ida) 15 de mayo de 2010 (vuelta) | 12 de mayo de 2010 (ida) 15 de mayo de 2010 (vuelta) |  |   | 20 de mayo de 2010 (ida) 23 de mayo de 2010 (vuelta) | 20 de mayo de 2010 (ida) 23 de mayo de 2010 (vuelta) | 20 de mayo de 2010 (ida) 23 de mayo de 2010 (vuelta) | 20 de mayo de 2010 (ida) 23 de mayo de 2010 (vuelta) | 20 de mayo de 2010 (ida) 23 de mayo de 2010 (vuelta) |  |
|  |                                                            |                                                            |                                                            |                                                            |                                                            |   |       |                                                      |                                                      |                                                      |                                                      |                                                      |  |   |                                                      |                                                      |                                                      |                                                      |                                                      |  |
|  |                                                            |                                                            |                                                            |                                                            |                                                            |   |       |                                                      |                                                      |                                                      |                                                      |                                                      |  |   |                                                      |                                                      |                                                      |                                                      |                                                      |  |
|  | 3                                                          | Toluca                                                     | 2                                                          | 2                                                          | 4                                                          |   |       |                                                      |                                                      |                                                      |                                                      |                                                      |  |   |                                                      |                                                      |                                                      |                                                      |                                                      |  |
|  | 3                                                          | Toluca                                                     | 2                                                          | 2                                                          | 4                                                          |   |       |                                                      |                                                      |                                                      |                                                      |                                                      |  |   |                                                      |                                                      |                                                      |                                                      |                                                      |  |
|  | 6                                                          | América                                                    | 2                                                          | 0                                                          | 2                                                          |   |       |                                                      |                                                      |                                                      |                                                      |                                                      |  |   |                                                      |                                                      |                                                      |                                                      |                                                      |  |
|  | 6                                                          | América                                                    | 2                                                          | 0                                                          | 2                                                          |   | 3     | Toluca                                               | 2                                                    | 1                                                    | 3                                                    |                                                      |  |   |                                                      |                                                      |                                                      |                                                      |                                                      |  |
|  |                                                            |                                                            |                                                            |                                                            |                                                            |   | 3     | Toluca                                               | 2                                                    | 1                                                    | 3                                                    |                                                      |  |   |                                                      |                                                      |                                                      |                                                      |                                                      |  |
|  |                                                            |                                                            | 8                                                          | Pachuca                                                    | 2                                                          | 0 | 2     |                                                      |                                                      |                                                      |                                                      |                                                      |  |   |                                                      |                                                      |                                                      |                                                      |                                                      |  |
|  | 1                                                          | Monterrey                                                  | 8                                                          | Pachuca                                                    | 2                                                          | 0 | 2     | 0                                                    | 1                                                    | 1                                                    |                                                      |                                                      |  |   |                                                      |                                                      |                                                      |                                                      |                                                      |  |
|  | 1                                                          | Monterrey                                                  |                                                            |                                                            |                                                            |   |       |                                                      |                                                      | 1                                                    |                                                      |                                                      |  |   |                                                      |                                                      |                                                      |                                                      |                                                      |  |
|  | 8                                                          | Pachuca                                                    | 1                                                          | 2                                                          | 3                                                          |   |       |                                                      |                                                      |                                                      |                                                      |                                                      |  |   |                                                      |                                                      |                                                      |                                                      |                                                      |  |
|  | 8                                                          | Pachuca                                                    | 1                                                          | 2                                                          | 3                                                          |   |       |                                                      |                                                      |                                                      |                                                      |                                                      |  | 3 | Toluca (p.)                                          | 2                                                    | 0                                                    | 2 (4)                                                |                                                      |  |
|  |                                                            |                                                            |                                                            |                                                            |                                                            |   |       |                                                      |                                                      |                                                      |                                                      |                                                      |  | 3 | Toluca (p.)                                          | 2                                                    | 0                                                    | 2 (4)                                                |                                                      |  |
|  |                                                            |                                                            | 5                                                          | Santos                                                     | 2                                                          | 0 | 2 (3) |                                                      |                                                      |                                                      |                                                      |                                                      |  |   |                                                      |                                                      |                                                      |                                                      |                                                      |  |
|  | 4                                                          | UNAM                                                       | 5                                                          | Santos                                                     | 2                                                          | 0 | 2 (3) | 0                                                    | 1                                                    | 1                                                    |                                                      |                                                      |  |   |                                                      |                                                      |                                                      |                                                      |                                                      |  |
|  | 4                                                          | UNAM                                                       |                                                            |                                                            |                                                            |   |       |                                                      |                                                      | 1                                                    |                                                      |                                                      |  |   |                                                      |                                                      |                                                      |                                                      |                                                      |  |
|  | 5                                                          | Santos                                                     | 2                                                          | 0                                                          | 2                                                          |   |       |                                                      |                                                      |                                                      |                                                      |                                                      |  |   |                                                      |                                                      |                                                      |                                                      |                                                      |  |
|  | 5                                                          | Santos                                                     | 2                                                          | 0                                                          | 2                                                          |   | 5     | Santos                                               | 3                                                    | 7                                                    | 10                                                   |                                                      |  |   |                                                      |                                                      |                                                      |                                                      |                                                      |  |
|  |                                                            |                                                            |                                                            |                                                            |                                                            |   | 5     | Santos                                               | 3                                                    | 7                                                    | 10                                                   |                                                      |  |   |                                                      |                                                      |                                                      |                                                      |                                                      |  |
|  |                                                            |                                                            | 7                                                          | Morelia                                                    | 3                                                          | 1 | 4     |                                                      |                                                      |                                                      |                                                      |                                                      |  |   |                                                      |                                                      |                                                      |                                                      |                                                      |  |
|  | 2                                                          | Guadalajara                                                | 7                                                          | Morelia                                                    | 3                                                          | 1 | 4     | 2                                                    | 0                                                    | 2                                                    |                                                      |                                                      |  |   |                                                      |                                                      |                                                      |                                                      |                                                      |  |
|  | 2                                                          | Guadalajara                                                |                                                            |                                                            |                                                            |   |       |                                                      |                                                      | 2                                                    |                                                      |                                                      |  |   |                                                      |                                                      |                                                      |                                                      |                                                      |  |
|  | 7                                                          | Morelia                                                    | 4                                                          | 1                                                          | 5                                                          |   |       |                                                      |                                                      |                                                      |                                                      |                                                      |  |   |                                                      |                                                      |                                                      |                                                      |                                                      |  |
|  | 7                                                          | Morelia                                                    | 4                                                          | 1                                                          | 5                                                          |   |       |                                                      |                                                      |                                                      |                                                      |                                                      |  |   |                                                      |                                                      |                                                      |                                                      |                                                      |  |
|  |                                                            |                                                            |                                                            |                                                            |                                                            |   |       |                                                      |                                                      |                                                      |                                                      |                                                      |  |   |                                                      |                                                      |                                                      |                                                      |                                                      |  |

| Campeón Bicentenario 2010 |
| ------------------------- |
|                           |
| Toluca                    |
| 10° Título                |

### Cuartos de final

#### Monterrey - Pachuca
| 1 de mayo de 2010, 17:00 | Pachuca     | 1:0 (1:0) | Monterrey | Estadio Hidalgo, Pachuca  |                           |
|                          | Álvarez 30' | Reporte   |           | Árbitro(s): Jaime Herrera | Árbitro(s): Jaime Herrera |

| 8 de mayo de 2010, 18:00      | Monterrey    | 1:2 (1:0) (Global 1:3) | Pachuca                   | Estadio Tecnológico, Monterrey      |                                     |
|                               | Martínez 33' | Reporte                | Brambila 47' · Montes 87' | Árbitro(s): Marco Antonio Rodríguez | Árbitro(s): Marco Antonio Rodríguez |
| Pachuca avanzó a Semifinales. |              |                        |                           |                                     |                                     |

#### Guadalajara - Morelia
| 1 de mayo de 2010, 19:00 | Morelia                                            | 4:2 (1:2) | Guadalajara                | Estadio Morelos, Morelia            |                                     |
|                          | Cabrera 24' · Rey 55' · Pereyra 63' · Borgetti 66' |           | Enríquez 39' · Bravo 45+1' | Árbitro(s): Marco Antonio Rodríguez | Árbitro(s): Marco Antonio Rodríguez |

| 8 de mayo de 2010, 20:00      | Guadalajara | 0:1 (0:0) (Global 2:5) | Morelia       | Estadio Jalisco, Guadalajara    |                                 |
|                               |             |                        | Hernández 57' | Árbitro(s): Jorge Eduardo Gasso | Árbitro(s): Jorge Eduardo Gasso |
| Morelia avanzó a Semifinales. |             |                        |               |                                 |                                 |

#### Toluca - América
| 2 de mayo de 2010, 21:00 | América                   | 2:2 (2:2) | Toluca                   | Estadio Azteca, Ciudad de México |                               |
|                          | Beausejour 5' · Layún 24' |           | Mancilla 2' · Dueñas 25' | Árbitro(s): Armando Archundia    | Árbitro(s): Armando Archundia |

| 9 de mayo de 2010, 12:00     | Toluca                | 2:0 (1:0) (Global 4:2) | América | Estadio Nemesio Díez, Toluca                                 |                                                              |
|                              | Sinha 29' · Pérez 89' |                        |         | Asistencia: 27 000 espectadores Árbitro(s): Francisco Chacón | Asistencia: 27 000 espectadores Árbitro(s): Francisco Chacón |
| Toluca avanzó a Semifinales. |                       |                        |         |                                                              |                                                              |

#### UNAM - Santos
| 2 de mayo de 2010, 19:00 | Santos                  | 2:0 (1:0) | UNAM | Estadio Corona, Torreón                                         |                                                                 |
|                          | Jiménez 28' · Vuoso 48' | Reporte   |      | Asistencia: 27 380 espectadores Árbitro(s): Miguel Ángel Ortega | Asistencia: 27 380 espectadores Árbitro(s): Miguel Ángel Ortega |

| 9 de mayo de 2010, 17:00     | UNAM        | 1:0 (0:0) (Global 1:2) | Santos | Estadio Olímpico Universitario, Ciudad de México                  |                                                                   |
|                              | Íñiguez 54' | Reporte                |        | Asistencia: 27 000 espectadores Árbitro(s): José Alfredo Peñaloza | Asistencia: 27 000 espectadores Árbitro(s): José Alfredo Peñaloza |
| Santos avanzó a Semifinales. |             |                        |        |                                                                   |                                                                   |

### Semifinal

#### Toluca - Pachuca
| 12 de mayo de 2010, 19:00 | Pachuca                   | 2:2 (0:0) | Toluca                       | Estadio Hidalgo, Pachuca        |                                 |
|                           | Manso 60' · Cvitanich 85' |           | Novaretti 46' · Mancilla 80' | Asistencia: 21 000 espectadores | Asistencia: 21 000 espectadores |

| 15 de mayo de 2010, 20:00 | Toluca   | 1:0 (1:0) (Global 3:2) | Pachuca | Estadio Nemesio Díez, Toluca |  |
|                           | Ríos 41' |                        |         |                              |  |
| Toluca avanzó a la Final. |          |                        |         |                              |  |

#### Santos - Morelia
| 12 de mayo de 2010, 21:00 | Morelia                                       | 3:3 (1:1) | Santos                                          | Estadio Morelos, Morelia     |                              |
|                           | Borgetti 35' · Hernández 67' · Rey 86' (pen.) |           | Peralta 6' · Rodríguez 56' (pen.) · Estrada 68' | Árbitro(s): Francisco Chacón | Árbitro(s): Francisco Chacón |

| 15 de mayo de 2010, 18:00 | Santos                                                                          | 7:1 (3:1) (Global 10:4) | Morelia       | Estadio Corona, Torreón                                       |                                                               |
|                           | Arce 1' · Quintero 12' · Peralta 14', 50', 81' · Estrada 49' · Vuoso 83' (pen.) |                         | Rey 4' (pen.) | Asistencia: 27 580 espectadores Árbitro(s): Armando Archundia | Asistencia: 27 580 espectadores Árbitro(s): Armando Archundia |
| Santos avanzó a la Final. |                                                                                 |                         |               |                                                               |                                                               |

### Final

#### Toluca - Santos
| 20 de mayo de 2010, 20:00 | Santos                   | 2:2 (1:1) | Toluca                    | Estadio Corona, Torreón                                             |                                                                     |
|                           | Quintero 14' · Vuoso 85' |           | Novaretti 22' · Sinha 68' | Asistencia: 30 000 espectadores Árbitro(s): Marco Antonio Rodríguez | Asistencia: 30 000 espectadores Árbitro(s): Marco Antonio Rodríguez |

| 23 de mayo de 2010, 12:00             | Toluca | 0:0 (0:0, 0:0) (t. s.)(Global 2:2) | Santos | Estadio Nemesio Díez, Toluca                                  |  |
|                                       |        |                                    |        | Asistencia: 27 000 espectadores Árbitro(s): Armando Archundia |  |
| Toluca Campeón del Bicentenario 2010. |        |                                    |        |                                                               |  |

| Tiros desde el punto penal |                  |     |                  |           |
| Sinha                      | Fallo de penal   | 0:1 | Acierto de penal | Rodríguez |
| Marin                      | Acierto de penal | 1:2 | Acierto de penal | Ludueña   |
| Mancilla                   | Fallo de penal   | 1:3 | Acierto de penal | Lacerda   |
| Novaretti                  | Acierto de penal | 2:3 | Fallo de penal   | Vuoso     |
| Romagnoli                  | Acierto de penal | 3:3 | Fallo de penal   | Morales   |
| Dueñas                     | Acierto de penal | 4:3 | Fallo de penal   | Arce      |

##### Final - Ida
| 1     | POR   | Oswaldo Sánchez       |     |
| 4     | DEF   | Iván Estrada          |     |
| 23    | DEF   | Felipe Baloy          |     |
| 3     | DEF   | Jonathan Lacerda      |     |
| 27    | DEF   | Antonio Olvera        | 36' |
| 7     | MED   | Walter Jiménez        | 73' |
| 8     | MED   | Carlos Adrián Morales |     |
| 5     | MED   | Fernando Arce         |     |
| 11    | MED   | José María Cárdenas   | 46' |
| 24    | DEL   | Oribe Peralta         |     |
| 11    | DEL   | Darwin Quintero       |     |
| D. T. | D. T. | Rubén Omar Romano     |     |

| 12    | POR   | Alfredo Talavera        |     |
| 24    | DEF   | José Manuel Cruzalta    |     |
| 2     | DEF   | Diego Novaretti         |     |
| 14    | DEF   | Édgar Dueñas            |     |
| 6     | DEF   | Manuel de la Torre      |     |
| 5     | MED   | Martín Romagnoli        |     |
| 15    | MED   | Antonio Ríos            |     |
| 7     | MED   | Néstor Calderón         | 68' |
| 11    | MED   | Carlos Esquivel         |     |
| 10    | MED   | Sinha                   | 78' |
| 9     | DEL   | Héctor Mancilla         | 84' |
| D. T. | D. T. | José Manuel de la Torre |     |

| 10 | MED | Daniel Ludueña          | 36' |
| 30 | DEL | Matías Vuoso            | 46' |
| 26 | MED | Francisco Javier Torres | 73' |

| 27 | MED | Vladimir Marín | 68' |
| 8  | MED | Manuel Pérez   | 78' |
| 19 | DEL | Raúl Nava      | 84' |

| 14' · 84' | Darwin Quintero Matías Vuoso | 1:0 2:2 |

| 22' · 67' | Diego Novaretti Sinha | 1:1 1:2 |

| 39' | Oribe Peralta |

| 29' · 42' · 55' | José Manuel Cruzalta Héctor Mancilla Édgar Dueñas |

| 90+4' | Manuel de la Torre |

| Principal  | Marco Antonio Rodríguez    |
| Asistentes | José Luis Camargo          |
|            | Alberto Morín Méndez       |
| Cuarto     | Jorge Eduardo Gasso Flores |

| 1     | POR   | Oswaldo Sánchez       |     |
| 4     | DEF   | Iván Estrada          |     |
| 23    | DEF   | Felipe Baloy          |     |
| 3     | DEF   | Jonathan Lacerda      |     |
| 27    | DEF   | Antonio Olvera        | 36' |
| 7     | MED   | Walter Jiménez        | 73' |
| 8     | MED   | Carlos Adrián Morales |     |
| 5     | MED   | Fernando Arce         |     |
| 11    | MED   | José María Cárdenas   | 46' |
| 24    | DEL   | Oribe Peralta         |     |
| 11    | DEL   | Darwin Quintero       |     |
| D. T. | D. T. | Rubén Omar Romano     |     |

| 12    | POR   | Alfredo Talavera        |     |
| 24    | DEF   | José Manuel Cruzalta    |     |
| 2     | DEF   | Diego Novaretti         |     |
| 14    | DEF   | Édgar Dueñas            |     |
| 6     | DEF   | Manuel de la Torre      |     |
| 5     | MED   | Martín Romagnoli        |     |
| 15    | MED   | Antonio Ríos            |     |
| 7     | MED   | Néstor Calderón         | 68' |
| 11    | MED   | Carlos Esquivel         |     |
| 10    | MED   | Sinha                   | 78' |
| 9     | DEL   | Héctor Mancilla         | 84' |
| D. T. | D. T. | José Manuel de la Torre |     |

| 10 | MED | Daniel Ludueña          | 36' |
| 30 | DEL | Matías Vuoso            | 46' |
| 26 | MED | Francisco Javier Torres | 73' |

| 27 | MED | Vladimir Marín | 68' |
| 8  | MED | Manuel Pérez   | 78' |
| 19 | DEL | Raúl Nava      | 84' |

| 14' · 84' | Darwin Quintero Matías Vuoso | 1:0 2:2 |

| 22' · 67' | Diego Novaretti Sinha | 1:1 1:2 |

| 39' | Oribe Peralta |

| 29' · 42' · 55' | José Manuel Cruzalta Héctor Mancilla Édgar Dueñas |

| 90+4' | Manuel de la Torre |

| Principal  | Marco Antonio Rodríguez    |
| Asistentes | José Luis Camargo          |
|            | Alberto Morín Méndez       |
| Cuarto     | Jorge Eduardo Gasso Flores |

| 1     | POR   | Oswaldo Sánchez       |     |
| 4     | DEF   | Iván Estrada          |     |
| 23    | DEF   | Felipe Baloy          |     |
| 3     | DEF   | Jonathan Lacerda      |     |
| 27    | DEF   | Antonio Olvera        | 36' |
| 7     | MED   | Walter Jiménez        | 73' |
| 8     | MED   | Carlos Adrián Morales |     |
| 5     | MED   | Fernando Arce         |     |
| 11    | MED   | José María Cárdenas   | 46' |
| 24    | DEL   | Oribe Peralta         |     |
| 11    | DEL   | Darwin Quintero       |     |
| D. T. | D. T. | Rubén Omar Romano     |     |

| 12    | POR   | Alfredo Talavera        |     |
| 24    | DEF   | José Manuel Cruzalta    |     |
| 2     | DEF   | Diego Novaretti         |     |
| 14    | DEF   | Édgar Dueñas            |     |
| 6     | DEF   | Manuel de la Torre      |     |
| 5     | MED   | Martín Romagnoli        |     |
| 15    | MED   | Antonio Ríos            |     |
| 7     | MED   | Néstor Calderón         | 68' |
| 11    | MED   | Carlos Esquivel         |     |
| 10    | MED   | Sinha                   | 78' |
| 9     | DEL   | Héctor Mancilla         | 84' |
| D. T. | D. T. | José Manuel de la Torre |     |

| 10 | MED | Daniel Ludueña          | 36' |
| 30 | DEL | Matías Vuoso            | 46' |
| 26 | MED | Francisco Javier Torres | 73' |

| 27 | MED | Vladimir Marín | 68' |
| 8  | MED | Manuel Pérez   | 78' |
| 19 | DEL | Raúl Nava      | 84' |

| 14' · 84' | Darwin Quintero Matías Vuoso | 1:0 2:2 |

| 22' · 67' | Diego Novaretti Sinha | 1:1 1:2 |

| 39' | Oribe Peralta |

| 29' · 42' · 55' | José Manuel Cruzalta Héctor Mancilla Édgar Dueñas |

| 90+4' | Manuel de la Torre |

| Principal  | Marco Antonio Rodríguez    |
| Asistentes | José Luis Camargo          |
|            | Alberto Morín Méndez       |
| Cuarto     | Jorge Eduardo Gasso Flores |

| 1     | POR   | Oswaldo Sánchez       |     |
| 4     | DEF   | Iván Estrada          |     |
| 23    | DEF   | Felipe Baloy          |     |
| 3     | DEF   | Jonathan Lacerda      |     |
| 27    | DEF   | Antonio Olvera        | 36' |
| 7     | MED   | Walter Jiménez        | 73' |
| 8     | MED   | Carlos Adrián Morales |     |
| 5     | MED   | Fernando Arce         |     |
| 11    | MED   | José María Cárdenas   | 46' |
| 24    | DEL   | Oribe Peralta         |     |
| 11    | DEL   | Darwin Quintero       |     |
| D. T. | D. T. | Rubén Omar Romano     |     |

| 12    | POR   | Alfredo Talavera        |     |
| 24    | DEF   | José Manuel Cruzalta    |     |
| 2     | DEF   | Diego Novaretti         |     |
| 14    | DEF   | Édgar Dueñas            |     |
| 6     | DEF   | Manuel de la Torre      |     |
| 5     | MED   | Martín Romagnoli        |     |
| 15    | MED   | Antonio Ríos            |     |
| 7     | MED   | Néstor Calderón         | 68' |
| 11    | MED   | Carlos Esquivel         |     |
| 10    | MED   | Sinha                   | 78' |
| 9     | DEL   | Héctor Mancilla         | 84' |
| D. T. | D. T. | José Manuel de la Torre |     |

| 10 | MED | Daniel Ludueña          | 36' |
| 30 | DEL | Matías Vuoso            | 46' |
| 26 | MED | Francisco Javier Torres | 73' |

| 27 | MED | Vladimir Marín | 68' |
| 8  | MED | Manuel Pérez   | 78' |
| 19 | DEL | Raúl Nava      | 84' |

| 14' · 84' | Darwin Quintero Matías Vuoso | 1:0 2:2 |

| 22' · 67' | Diego Novaretti Sinha | 1:1 1:2 |

| 39' | Oribe Peralta |

| 29' · 42' · 55' | José Manuel Cruzalta Héctor Mancilla Édgar Dueñas |

| 90+4' | Manuel de la Torre |

| Principal  | Marco Antonio Rodríguez    |
| Asistentes | José Luis Camargo          |
|            | Alberto Morín Méndez       |
| Cuarto     | Jorge Eduardo Gasso Flores |

##### Final - Vuelta
| 12    | POR   | Alfredo Talavera        |     |
| 24    | DEF   | José Manuel Cruzalta    | 81' |
| 2     | DEF   | Diego Novaretti         |     |
| 14    | DEF   | Édgar Dueñas            |     |
| 17    | DEF   | Osvaldo González        |     |
| 5     | MED   | Martín Romagnoli        |     |
| 15    | MED   | Antonio Ríos            |     |
| 7     | MED   | Néstor Calderón         | 74' |
| 11    | MED   | Carlos Esquivel         | 99' |
| 10    | DEL   | Sinha                   |     |
| 9     | DEL   | Héctor Mancilla         |     |
| D. T. | D. T. | José Manuel de la Torre |     |

| 1     | POR   | Oswaldo Sánchez       |     |
| 4     | DEF   | Iván Estrada          | 83' |
| 23    | DEF   | Felipe Baloy          |     |
| 3     | DEF   | Jonathan Lacerda      |     |
| 8     | DEF   | Carlos Adrián Morales |     |
| 58    | MED   | Juan Pablo Rodríguez  |     |
| 26    | MED   | Francisco Torres      | 46' |
| 5     | MED   | Fernando Arce         |     |
| 11    | MED   | José María Cárdenas   | 70' |
| 24    | DEL   | Oribe Peralta         |     |
| 11    | DEL   | Darwin Quintero       |     |
| D. T. | D. T. | Rubén Omar Romano     |     |

| 27 | MED | Vladimir Marín   | 74' |
| 3  | DEF | Francisco Gamboa | 81' |
| 18 | DEL | Isaac Brizuela   | 99' |

| 30  | DEL | Matías Vuoso    | 46' |
| 10  | DEL | Daniel Ludueña  | 70' |
| 125 | MED | Rafael Figueroa | 83' |

| - | - |  |

| Fallo de penal · Acierto de penal · Fallo de penal · Acierto de penal · Acierto de penal · Acierto de penal | Sinha Vladimir Marín Héctor Mancilla Diego Novaretti Martín Romagnoli Édgar Dueñas | 0:0 1:1 1:2 2:3 3:3 4:3 |

| Acierto de penal · Acierto de penal · Acierto de penal · Fallo de penal · Fallo de penal · Fallo de penal | Juan Pablo Rodríguez Daniel Ludueña Jonathan Lacerda Matías Vuoso Carlos Adrián Morales Fernando Arce | 0:1 1:2 1:3 2:3 3:3 4:3 |

| 34' · 35' · 60' | Sinha Héctor Mancilla Édgar Dueñas |

| 8' · 48' · 49' · 59' | Felipe Baloy Oribe Peralta Carlos Adrián Morales Juan Pablo Rodríguez |

| Principal  | Armando Archundia     |
| Asistentes | Marvin Torrentera     |
|            | Marcos Quintero       |
| Cuarto     | José Alfredo Peñaloza |

| 12    | POR   | Alfredo Talavera        |     |
| 24    | DEF   | José Manuel Cruzalta    | 81' |
| 2     | DEF   | Diego Novaretti         |     |
| 14    | DEF   | Édgar Dueñas            |     |
| 17    | DEF   | Osvaldo González        |     |
| 5     | MED   | Martín Romagnoli        |     |
| 15    | MED   | Antonio Ríos            |     |
| 7     | MED   | Néstor Calderón         | 74' |
| 11    | MED   | Carlos Esquivel         | 99' |
| 10    | DEL   | Sinha                   |     |
| 9     | DEL   | Héctor Mancilla         |     |
| D. T. | D. T. | José Manuel de la Torre |     |

| 1     | POR   | Oswaldo Sánchez       |     |
| 4     | DEF   | Iván Estrada          | 83' |
| 23    | DEF   | Felipe Baloy          |     |
| 3     | DEF   | Jonathan Lacerda      |     |
| 8     | DEF   | Carlos Adrián Morales |     |
| 58    | MED   | Juan Pablo Rodríguez  |     |
| 26    | MED   | Francisco Torres      | 46' |
| 5     | MED   | Fernando Arce         |     |
| 11    | MED   | José María Cárdenas   | 70' |
| 24    | DEL   | Oribe Peralta         |     |
| 11    | DEL   | Darwin Quintero       |     |
| D. T. | D. T. | Rubén Omar Romano     |     |

| 27 | MED | Vladimir Marín   | 74' |
| 3  | DEF | Francisco Gamboa | 81' |
| 18 | DEL | Isaac Brizuela   | 99' |

| 30  | DEL | Matías Vuoso    | 46' |
| 10  | DEL | Daniel Ludueña  | 70' |
| 125 | MED | Rafael Figueroa | 83' |

| - | - |  |

| Fallo de penal · Acierto de penal · Fallo de penal · Acierto de penal · Acierto de penal · Acierto de penal | Sinha Vladimir Marín Héctor Mancilla Diego Novaretti Martín Romagnoli Édgar Dueñas | 0:0 1:1 1:2 2:3 3:3 4:3 |

| Acierto de penal · Acierto de penal · Acierto de penal · Fallo de penal · Fallo de penal · Fallo de penal | Juan Pablo Rodríguez Daniel Ludueña Jonathan Lacerda Matías Vuoso Carlos Adrián Morales Fernando Arce | 0:1 1:2 1:3 2:3 3:3 4:3 |

| 34' · 35' · 60' | Sinha Héctor Mancilla Édgar Dueñas |

| 8' · 48' · 49' · 59' | Felipe Baloy Oribe Peralta Carlos Adrián Morales Juan Pablo Rodríguez |

| Principal  | Armando Archundia     |
| Asistentes | Marvin Torrentera     |
|            | Marcos Quintero       |
| Cuarto     | José Alfredo Peñaloza |

| 12    | POR   | Alfredo Talavera        |     |
| 24    | DEF   | José Manuel Cruzalta    | 81' |
| 2     | DEF   | Diego Novaretti         |     |
| 14    | DEF   | Édgar Dueñas            |     |
| 17    | DEF   | Osvaldo González        |     |
| 5     | MED   | Martín Romagnoli        |     |
| 15    | MED   | Antonio Ríos            |     |
| 7     | MED   | Néstor Calderón         | 74' |
| 11    | MED   | Carlos Esquivel         | 99' |
| 10    | DEL   | Sinha                   |     |
| 9     | DEL   | Héctor Mancilla         |     |
| D. T. | D. T. | José Manuel de la Torre |     |

| 1     | POR   | Oswaldo Sánchez       |     |
| 4     | DEF   | Iván Estrada          | 83' |
| 23    | DEF   | Felipe Baloy          |     |
| 3     | DEF   | Jonathan Lacerda      |     |
| 8     | DEF   | Carlos Adrián Morales |     |
| 58    | MED   | Juan Pablo Rodríguez  |     |
| 26    | MED   | Francisco Torres      | 46' |
| 5     | MED   | Fernando Arce         |     |
| 11    | MED   | José María Cárdenas   | 70' |
| 24    | DEL   | Oribe Peralta         |     |
| 11    | DEL   | Darwin Quintero       |     |
| D. T. | D. T. | Rubén Omar Romano     |     |

| 27 | MED | Vladimir Marín   | 74' |
| 3  | DEF | Francisco Gamboa | 81' |
| 18 | DEL | Isaac Brizuela   | 99' |

| 30  | DEL | Matías Vuoso    | 46' |
| 10  | DEL | Daniel Ludueña  | 70' |
| 125 | MED | Rafael Figueroa | 83' |

| - | - |  |

| Fallo de penal · Acierto de penal · Fallo de penal · Acierto de penal · Acierto de penal · Acierto de penal | Sinha Vladimir Marín Héctor Mancilla Diego Novaretti Martín Romagnoli Édgar Dueñas | 0:0 1:1 1:2 2:3 3:3 4:3 |

| Acierto de penal · Acierto de penal · Acierto de penal · Fallo de penal · Fallo de penal · Fallo de penal | Juan Pablo Rodríguez Daniel Ludueña Jonathan Lacerda Matías Vuoso Carlos Adrián Morales Fernando Arce | 0:1 1:2 1:3 2:3 3:3 4:3 |

| 34' · 35' · 60' | Sinha Héctor Mancilla Édgar Dueñas |

| 8' · 48' · 49' · 59' | Felipe Baloy Oribe Peralta Carlos Adrián Morales Juan Pablo Rodríguez |

| Principal  | Armando Archundia     |
| Asistentes | Marvin Torrentera     |
|            | Marcos Quintero       |
| Cuarto     | José Alfredo Peñaloza |

| 12    | POR   | Alfredo Talavera        |     |
| 24    | DEF   | José Manuel Cruzalta    | 81' |
| 2     | DEF   | Diego Novaretti         |     |
| 14    | DEF   | Édgar Dueñas            |     |
| 17    | DEF   | Osvaldo González        |     |
| 5     | MED   | Martín Romagnoli        |     |
| 15    | MED   | Antonio Ríos            |     |
| 7     | MED   | Néstor Calderón         | 74' |
| 11    | MED   | Carlos Esquivel         | 99' |
| 10    | DEL   | Sinha                   |     |
| 9     | DEL   | Héctor Mancilla         |     |
| D. T. | D. T. | José Manuel de la Torre |     |

| 1     | POR   | Oswaldo Sánchez       |     |
| 4     | DEF   | Iván Estrada          | 83' |
| 23    | DEF   | Felipe Baloy          |     |
| 3     | DEF   | Jonathan Lacerda      |     |
| 8     | DEF   | Carlos Adrián Morales |     |
| 58    | MED   | Juan Pablo Rodríguez  |     |
| 26    | MED   | Francisco Torres      | 46' |
| 5     | MED   | Fernando Arce         |     |
| 11    | MED   | José María Cárdenas   | 70' |
| 24    | DEL   | Oribe Peralta         |     |
| 11    | DEL   | Darwin Quintero       |     |
| D. T. | D. T. | Rubén Omar Romano     |     |

| 27 | MED | Vladimir Marín   | 74' |
| 3  | DEF | Francisco Gamboa | 81' |
| 18 | DEL | Isaac Brizuela   | 99' |

| 30  | DEL | Matías Vuoso    | 46' |
| 10  | DEL | Daniel Ludueña  | 70' |
| 125 | MED | Rafael Figueroa | 83' |

| - | - |  |

| Fallo de penal · Acierto de penal · Fallo de penal · Acierto de penal · Acierto de penal · Acierto de penal | Sinha Vladimir Marín Héctor Mancilla Diego Novaretti Martín Romagnoli Édgar Dueñas | 0:0 1:1 1:2 2:3 3:3 4:3 |

| Acierto de penal · Acierto de penal · Acierto de penal · Fallo de penal · Fallo de penal · Fallo de penal | Juan Pablo Rodríguez Daniel Ludueña Jonathan Lacerda Matías Vuoso Carlos Adrián Morales Fernando Arce | 0:1 1:2 1:3 2:3 3:3 4:3 |

| 34' · 35' · 60' | Sinha Héctor Mancilla Édgar Dueñas |

| 8' · 48' · 49' · 59' | Felipe Baloy Oribe Peralta Carlos Adrián Morales Juan Pablo Rodríguez |

| Principal  | Armando Archundia     |
| Asistentes | Marvin Torrentera     |
|            | Marcos Quintero       |
| Cuarto     | José Alfredo Peñaloza |